# 카를로스 사인스 주니어
카를로스 사인스 바스케스 데카스트로(Carlos Sainz Vázquez de Castro, 1994년 9월 1일 ~ )는 스페인의 자동차 경주 선수이다. 현재 아틀라시안 윌리엄스 레이싱  팀 소속으로 포뮬러 원에서 경쟁하고 있다.
1994년 9월 1일 스페인의 마드리드에서 태어났다. 사인스의 아버지는 자동차 경주 선수인 카를로스 사인스로, 세계 랠리 선수권 대회 드라이버 챔피언을 2번 달성했다. 2012년 칼린 모터스포츠 소속으로 영국, 유럽 포뮬러 3 챔피언십에서 경주했다. 2014년 포뮬러 르노 3.5에서 DAMS 소속으로 출전하여 챔피언을 획득하고, 스쿠데리아 토로 로소 소속으로 포뮬러 원에 데뷔했다. 2017년, 2018년 시즌을 르노에서 출전했으며 2019년 맥라렌으로 이적했다. 2019년 브라질 그랑프리에서 첫 포디움을 달성하였고, 2020년 말 페라리로 이적을 결정했다. 2022년 영국 그랑프리에서 첫 폴 포지션과 그랑프리 우승을 달성했다. 2025년 윌리엄스 레이싱으로 이적했다.

### 내용주
1. ↑  전체 이름은 카를로스 사인스 바스케스 데카스트로 세나모르 린콘 레볼로 비르토 모레노 데아란다 돈 페루리야고리야 페레즈 델 풀가(Carlos Sainz Vázquez de Castro Cenamor Rincón Rebollo Virto Moreno de Aranda Don Per Urrielagoiria Pérez del Pulgar)로 알려져 있다.[1]

### 참고주
1. ↑  Ferrari (2021년 5월 21일). “C² Classroom: Spanish lesson” (영국 영어). YouTube. 2022년 7월 7일에 원본 문서에서 보존된 문서. 2022년 1월 13일에 확인함.